# 日産自動車座間工場
日産自動車座間工場（にっさんじどうしゃざまこうじょう）は、神奈川県座間市にかつて存在した日産自動車の工場である。プラントコードは「U」。

## 概要
1965年に完成し、翌1966年のサニーのオフラインを皮切りに日産の乗用車生産工場として操業を開始。その後、追浜工場、村山工場などとともに、同社の車両生産拠点として重要な役割を果たしてきた。
本工場ではサニーに加え、派生車種のRZ-1やNXクーペのほか、プレセア、セフィーロ（A31型）、フォルクスワーゲン・サンタナ（ノックダウン生産）などの生産も行っていたが、工場自体がバブル崩壊の影響によるリストラ対象となり、1995年に閉鎖された。座間工場としての累計生産台数は約1,024万台であった。
現在、跡地の一部が「神奈川日産カレスト座間店」となっている一方で、一部区画は日産自動車座間事業所（敷地面積約483,354m2、従業員2,085名。いずれも2010年8月現在）として現存している。座間事業所は自動車工場の支援をする型・治工具・設備・電子機器の生産設計開発及び製造、電気自動車のリチウムイオンバッテリーの開発・生産を主業務としている。
同事業所の中には完全予約制の日産ヘリテージコレクション（旧・日産座間記念車車庫）があり、歴代の日産車をはじめ、各時代のコンセプトカーやレーシングカーなどがほぼ実働状態で保管されている。これらの車両は、自社イベントでの走行・展示に限らず、モーターショーやヒストリックカーミーティングをはじめ、販社の新型車発表・試乗会などに貸し出されることも多い。また、一部の車種は個人からの寄贈を受けている。

## 沿革
- 1964年12月 - 工場一部完成につき操業開始。
- 1965年 - 工場完成。
- 1966年 - サニー生産開始。
- 1982年 - ローレルスピリット生産開始。
- 1984年 - フォルクスワーゲン・サンタナ生産開始（ライセンス生産）。
- 1986年 - サニーRZ-1生産開始。
- 1988年 - セフィーロ生産開始。
- 1990年 - プレセアおよびNXクーペ生産開始。日産事業所初の累計生産1,000万台を達成。
- 1993年2月23日 - 1995年3月の閉鎖を発表[2]。
- 1995年 - 閉鎖。
- 1999年 - 跡地の一部がカレスト座間（現・神奈川日産カレスト座間店）としてオープン。
- 2018年3月16日 - 工場跡地に開業したイオンモール座間内に「NISSAN ZAMA INFORMATION CENTER」を開設[3]。

## 生産された車種
- サニー
- ローレルスピリット
- RZ-1
- NXクーペ
- EXA
- プレセア
- セフィーロ[1]
- シルビア
- ダットサントラック
- ジュニア
- チェリー
- フォルクスワーゲン・サンタナ

## その他
- 名残として小田急江ノ島線南林間駅から出る神奈中バスに「日産」行（以前は「日産座間工場」行きとして運行）が工場廃止後も運行されていた（イオンモール座間の開業で系統再編されて廃止）。
- 2008年4月にはプロロジスが跡地の一部を日産から取得し、「プロロジスパーク座間I」を着工することを発表し、その後、2009年5月に竣工した（竣工後、座間事業所の敷地面積は661,000→483,354m2へと縮小された）。